# Congiopodus leucopaecilus
Congiopodus leucopaecilus es una especie de pez del género Congiopodus, familia Congiopodidae. Fue descrita científicamente por Richardson en 1846.
Se distribuye por el Pacífico Suroeste. La longitud total (TL) es de 35 centímetros. Habita en plataformas continentales y se alimenta de cangrejos, gusanos y otros invertebrados. Puede alcanzar los 222 metros de profundidad.
Está clasificada como una especie marina inofensiva para el ser humano.